# کوه ریکسفورد
کوه ریکسفورد (به انگلیسی: Mount Rixford) یک کوه در ایالات متحده آمریکا است که در کالیفرنیا واقع شده‌است. کوه ریکسفورد ۳٬۹۲۸٫۰۱ متر بالاتر از سطح دریا واقع شده‌است.